# Pontmain
Pontmain is een gemeente in het Franse departement Mayenne (regio Pays de la Loire) en telt 893 inwoners (1999). De plaats maakt deel uit van het arrondissement Mayenne. In de gemeente ligt de basiliek van Onze-Lieve-Vrouw van Pontmain en de plaats is een Maria-bedevaartsoord.

## Onze-Lieve-Vrouw van Pontmain

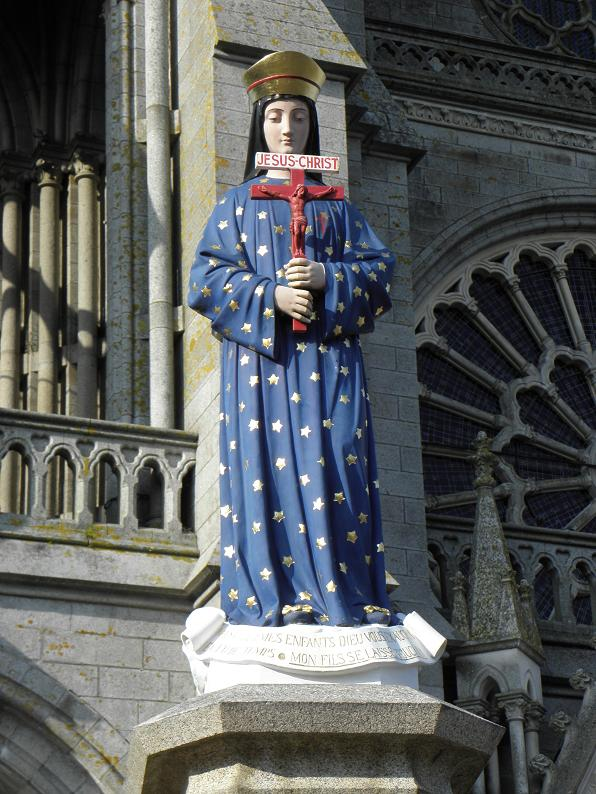
Mariabeeld voor de basiliek van Onze-Lieve-Vrouw van Pontmain

In de nacht van 17 januari 1871 zouden verschillende kinderen uit het dorp een verschijning van Maria hebben gezien. Deze kinderen (de broers Joseph en Eugène Barbadette, Jeanne-Marie Lebosse en Françoise Richer) zagen Maria gekleed in een blauw kleed met sterren, een zwarte sluier en een diadeem. Het kleed van Maria veranderde van kleur. Ook verscheen er een rood kruis voor haar borst. Aan de voeten van Maria verschenen drie boodschappen op een banier:
Maar bid alsjeblieft, mijn kinderen
God zal jullie gebeden spoedig verhoren
Mijn Zoon wacht op jullie
De aanwezige volwassenen zagen deze verschijning, die drie uur duurde, niet. Op 2 februari 1872 werd deze verschijning authentiek verklaard door paus Pius XI. In 1932 schonk paus Pius XII een gouden kroon aan Onze-Lieve-Vrouw van Pontmain, moeder van de hoop. Voor de bedevaarders werd een kerk gebouwd die verheven werd tot basiliek.

## Geografie
De oppervlakte van Pontmain bedraagt 7,2 km², de bevolkingsdichtheid is 124,0 inwoners per km².

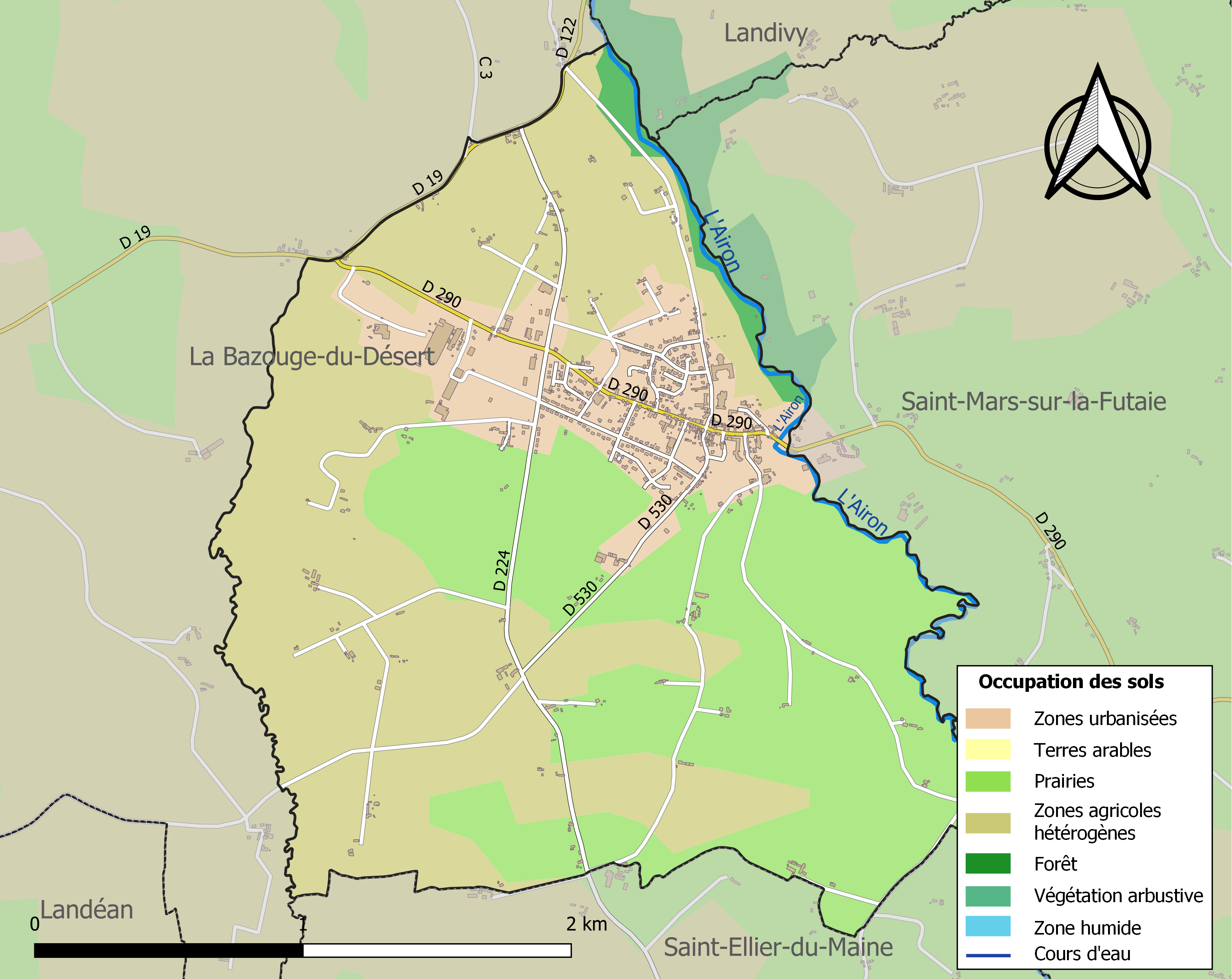
Kaart van de gemeente met de belangrijkste infrastructuur, bodemgebruik en omliggende gemeenten

## Demografie
Onderstaande figuur toont het verloop van het inwonertal (bron: INSEE-tellingen).